# Арки, Брент
Брент Арки (англ. Brent Arckey; 29 июля 1984) — канадский тренер по плаванию, с 2014 года — главный тренер клуба Sarasota Sharks (США), с 2017 года — генеральный директор клуба. Член тренерских штабов сборной США на юниорских чемпионатах мира и Олимпийских играх.

## Биография
Брент Арки родился 29 июля 1984. Получил высшее образование в Университет Флориды, где изучал спортивный менеджмент. С раннего возраста проявлял интерес к тренерской работе: первые шаги в профессии сделал в юношеских летних лигах. Постепенно выстроил карьеру в ведущих плавательных клубах США.
Женат, имеет детей (см. раздел Личная жизнь).

## Карьера
С 2005 по 2010 год Арки работал в Gator Swim Club (Гейнсвилл, Флорида), где тренировал как возрастные группы, так и категорию Masters. Здесь он приобрёл опыт, позволивший перейти на более высокий уровень работы с молодыми спортсменами.
В 2010 году он присоединился к клубу Sarasota Sharks во Флориде. С 2014 года — главный тренер клуба, а с 2017 года — его генеральный директор.
Под его руководством Sarasota Sharks вошёл в число сильнейших клубов США, регулярно побеждая на юношеских и национальных чемпионатах. Арки создал устойчивую тренировочную культуру, ориентированную на техническое мастерство и долгосрочное развитие спортсменов. В интервью 2023 года он подчёркивал важность "сознательного объёма", индивидуального подхода и работы над техникой ног как основ плавательной скорости.
С конца 2010-х годов Арки активно привлекался в тренерский штаб сборной США. В 2019 году он возглавлял одну из групп на юниорском чемпионате мира в Будапеште, а позже стал одним из личных тренеров спортсменов, отобравшихся на Олимпийские игры в Токио-2020, в том числе Эммы Вейант — серебряного призёра Игр.
В 2022–2024 годах Арки продолжал подготовку элитных пловцов в рамках национального цикла США и участвовал в отборе к Олимпийским играм 2024 года в Париже. Клуб Sharks под его руководством вышел на рекордный уровень по количеству спортсменов, попавших в национальные сборные США по возрастным и элитным категориям.
В 2023 году он стал героем нескольких крупных подкастов и статей в профильных изданиях, таких как SwimSwam и Swimming World, где делился философией подготовки и стратегиями развития спортсменов с юного возраста до уровня мирового класса.

## Лучшие ученики
- Саммер Макинтош — многократная олимпийская чемпионка (2020, 2024), обладательница нескольких мировых рекордов, в том числе в комплексном плавании и вольном стиле. С 2022 года тренируется под руководством Брента Арки в клубе *Sarasota Sharks*.[8][9]
- Эмма Вейант — призёр Олимпийских игр, многократный призёр чемпионатов мира, воспитанница клуба *Sarasota Sharks* и ученица Брента Арки.[10][11]
- Райан Мерфи — четырёхкратный олимпийский чемпион, многократный чемпион мира, экс-рекордсмен мира.[12]
- Алекса Реви — призёр национальных чемпионатов США и участница юниорских чемпионатов мира по плаванию.[13]
- Кэти Шанахан — чемпионка США в возрастной категории.[14]
- Ник Фостер — призёр NCAA, участник олимпийского отбора США.[15]

## Достижения и награды
В 2017 году Брент Арки получил награду «Тренер года» по версии USA Swimming в юниорском направлении.
Под руководством Брента Арки спортсмены клуба Sarasota Sharks неоднократно выигрывали национальные и международные соревнования среди юниоров и взрослых.
Брент Арки вошёл в Зал славы тренеров штата Флорида за вклад в развитие плавания на местном и национальном уровнях.
В 2022 году награждён почётной грамотой от Swimming World Magazine за значительный вклад в подготовку олимпийских чемпионов.
Регулярно входит в списки лучших тренеров США по версии различных профильных изданий.

## Тренерская философия и методика
Брент Арки известен своим индивидуальным подходом к каждому спортсмену, акцентируя внимание на технической точности и психологической подготовке. Его методика строится на тщательном анализе движений и постоянном мониторинге прогресса с использованием современных технологий видеоанализа.
В тренировочном процессе Арки делает упор на развитие выносливости и силы с балансом техник для предотвращения травм и выгорания спортсменов. Он также уделяет большое внимание формированию командного духа и мотивации, что способствует достижению высоких результатов на международных соревнованиях.
Философия Арки основана на идее, что успех достигается через гармоничное развитие физической, технической и психологической составляющих спортсмена.

## Личная жизнь
Брент Арки женат, его супруга активно поддерживает его карьеру и участие в плавательных мероприятиях. В семье двое детей, которых Брент старается воспитывать с любовью к спорту и здоровому образу жизни.
В свободное время Брент увлекается рыбалкой и путешествиями, часто сочетая отдых с посещением различных международных спортивных событий.
Он также активно участвует в благотворительных и образовательных проектах, направленных на поддержку молодёжи и развитие плавания в США.